# Zamrock
Zamrock foi criado na década de 1970 na Zâmbia como uma combinação do rock psicodélico de Jimi Hendrix com o funk de James Brown. Rikki Ililonga & Musi-O-Tunya são geralmente creditados como criadores do sub-gênero. Outros artistas notáveis são WITCH, The Peace, Amanaz, Chrissy "Zebby" Tembo, Paul Nogozi and his Ngozi Family, entre outros.